# Zwarte-plekkenziekte
Zwarte-plekkenziekte (anam. Alternaria radicina syn. Stemphylium radicinum) is een schimmelziekte die peen kan aantasten. Zwarte-plekkenziekte kan met het zaad overgaan en  kan in de grond meer dan acht jaar overleven.
Bij aantasting vallen kiemplanten weg. Ook kunnen bladeren aangetast worden, die daardoor vergelen en bruin worden. Op de aangetaste wortels komen zwarte, ingezonken plekken voor, vaak vooral bij de kop.
Ook Mycocentrospora acerina (syn. Centrospora acerina) kan zwarte-plekkenziekte veroorzaken.